# Suc de Chapteuil
Le suc de Chapteuil est un piton basaltique situé au hameau des Couderts, dans la commune de Saint-Julien-Chapteuil, au sein du massif du Meygal, dans le département français de la Haute-Loire.

## Géologie
Il s’agit d’un relief volcanique, dont la lave s’est solidifiée dans la cheminée. Sous l'effet de l'érosion, seule une partie de cette cheminée en roche plus résistante est restée. Il s'agit d'un neck.
Le neck de Chapteuil présente de nombreuses orgues basaltiques.

Le suc de Chapteuil sous différents angles.
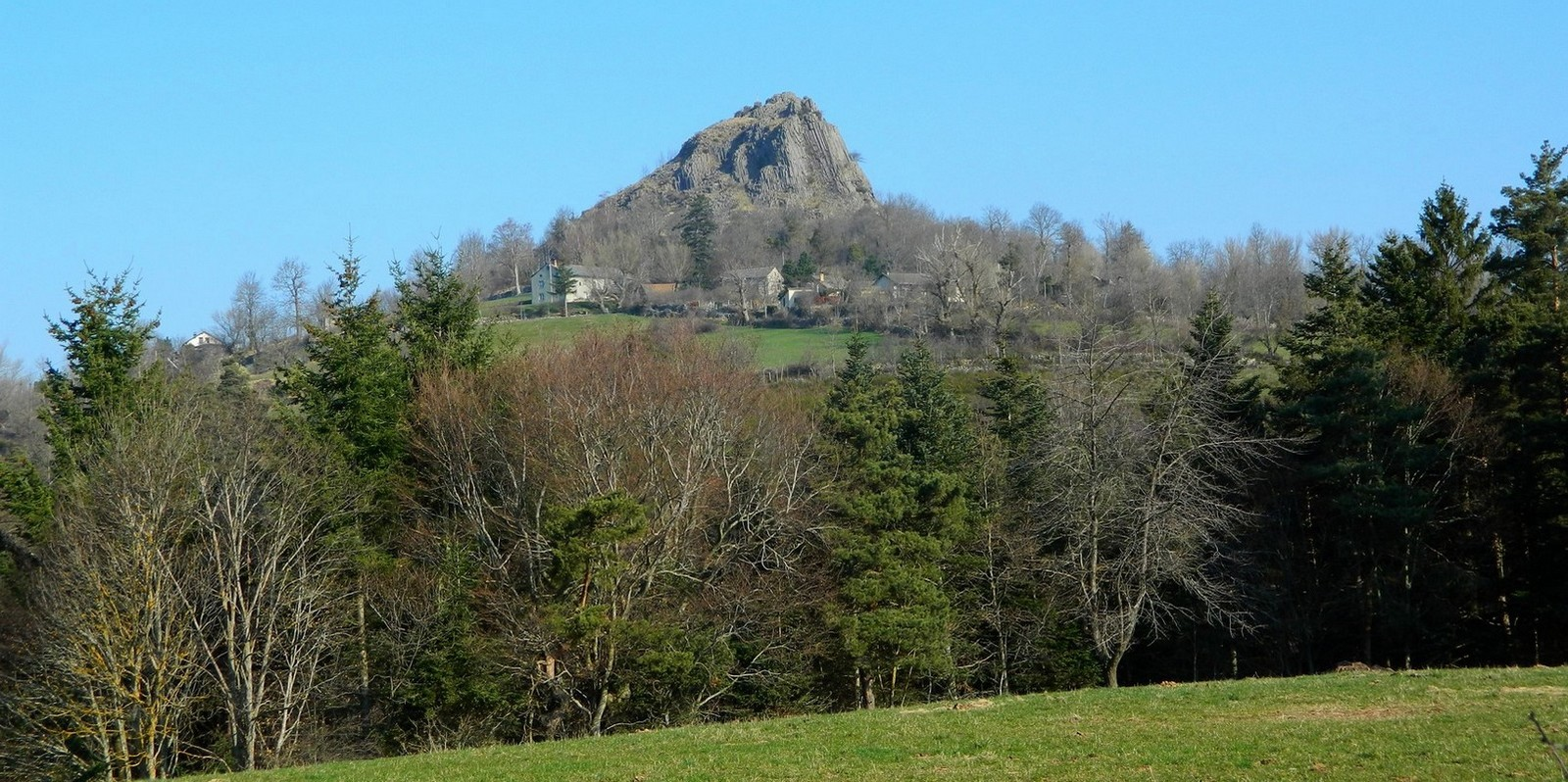
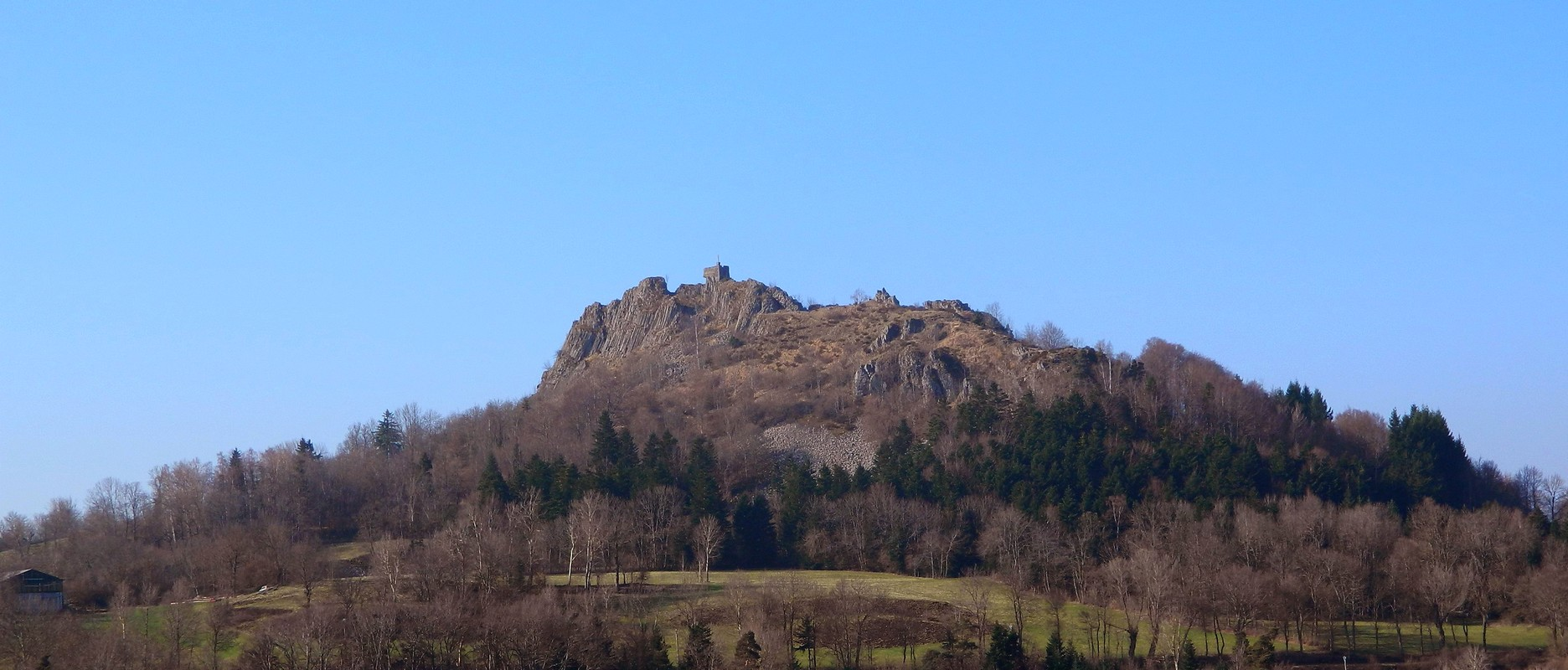

## Histoire
Au Moyen Âge, une forteresse a été érigée sur le neck, utilisant le matériau basaltique déjà présent sur place.
Des vestiges de cette forteresse sont présents au sommet du suc.